# Tina Leijonberg
Tina Ella Katarina Leijonberg, ursprungligen Ella Katarina Lejonberg, född 11 februari 1962 i Eslöv i Malmöhus län, är en svensk programledare, skådespelerska och sångerska.

## Biografi
Leijonberg växte upp i Eslöv och Lund. Hon började dansa balett som fyraåring och kom att utbilda sig på Balettakademiens Musikalutbildning i Göteborg och därefter en musikutbildning i Los Angeles 1988 och fortbildning på Teaterhögskolan i Göteborg. Hon har bland annat arbetat som skådespelare och sångare på Stockholms stadsteater 1991–1992 och 2002. Hon fick ett genombrott som programledare i Söndagsöppet 1996 när hon efterträdde Alice Bah Kuhnke. Innan dess spelade hon Pilla i TV-serien Tre kronor. Hon har en mångsidig inriktning, har turnerat runt världen med Dr Alban, sjungit jazz, blues, rock och med storband, medverkat i krogshower med bland andra Janne "Loffe" Carlsson, Lasse Berghagen och Wenche Myhre samt i ett flertal musikaler, såsom Grease, Fame, Evita, Annie och Ted Gärdestad- musikalen Sol, vind och vatten på Chinateatern. Hon har också spelat fars i Linköping och hembiträdet Malin i Söderkåkar på Boulevardteatern 2003 och spelade samma år Liza Minelli i en stor julshow på Grand Hotel, Stockholm. Leijonberg har medverkat i Melodifestivalen 1993 och Melodifestivalen 1995 men har båda gångerna blivit oplacerad. Hon har även varit med i reklamfilm för Vanish, anlitas som konferencier vid större evenemang och har som sidointresse att tillverka speciella, designade dockor och kläder under varumärket Linse & Frånk.
Hösten 2010 valdes Leijonberg av gruppen Queens medlemmar att spela den kvinnliga huvudrollen i uppsättningen av Queen-musikalen We Will Rock You på Cirkus i Stockholm.
Bland många TV-framträdanden har hon varit med i Så ska det låta, bland annat den 6 maj 2011, och delade värdskapet med Niklas Hjulström för talkshowen Cosy Christmas i Göteborg samma vinter.

## Melodifestivalen
- Närmare dig (oplacerad i Melodifestivalen 1993)
- Himmel på vår jord (framfördes tillsammans med Monica Silverstrand, oplacerad i Melodifestivalen 1995)

## Bildgalleri från invigningen av Pride Park i Kungsträdgården i Stockholm 2017

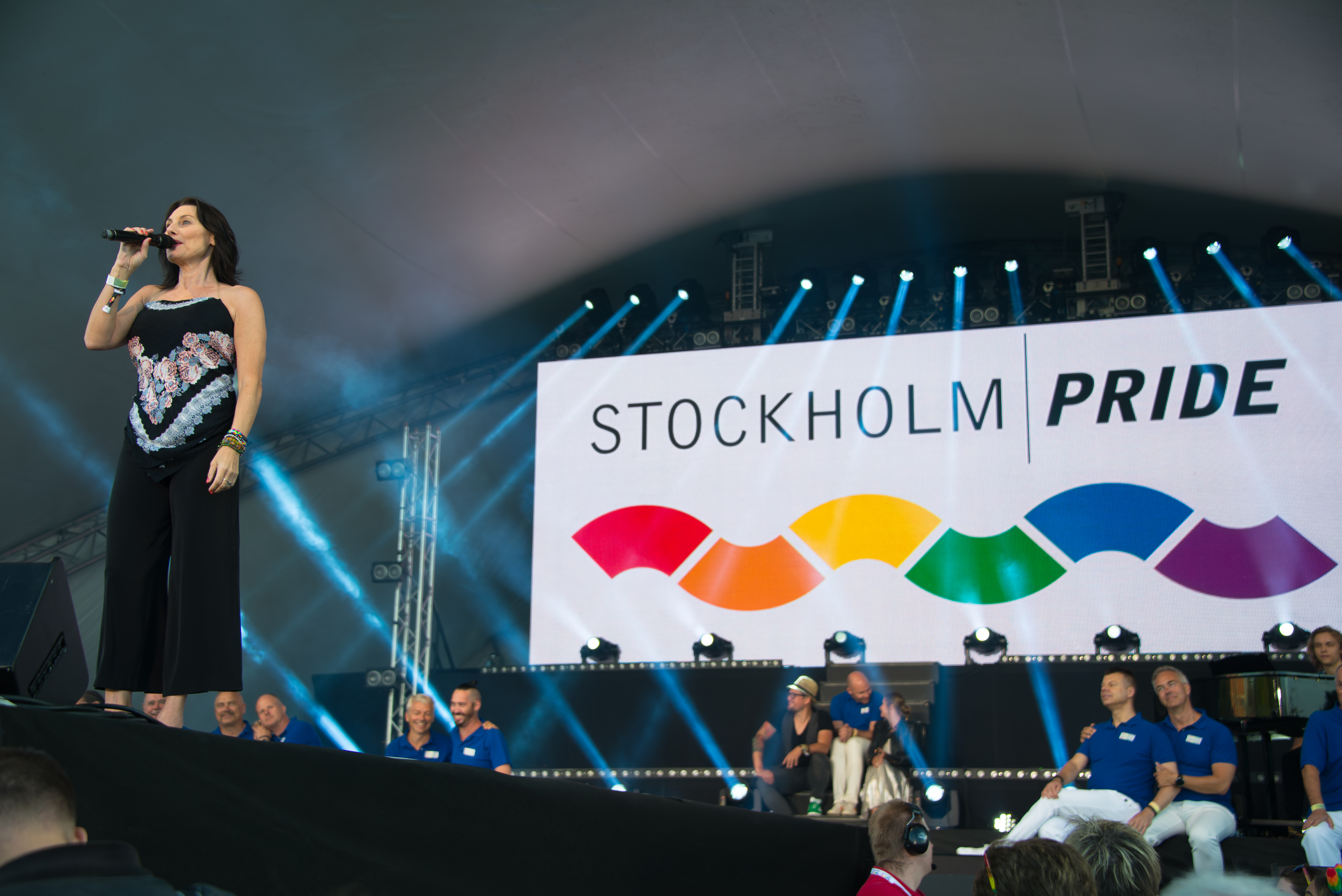
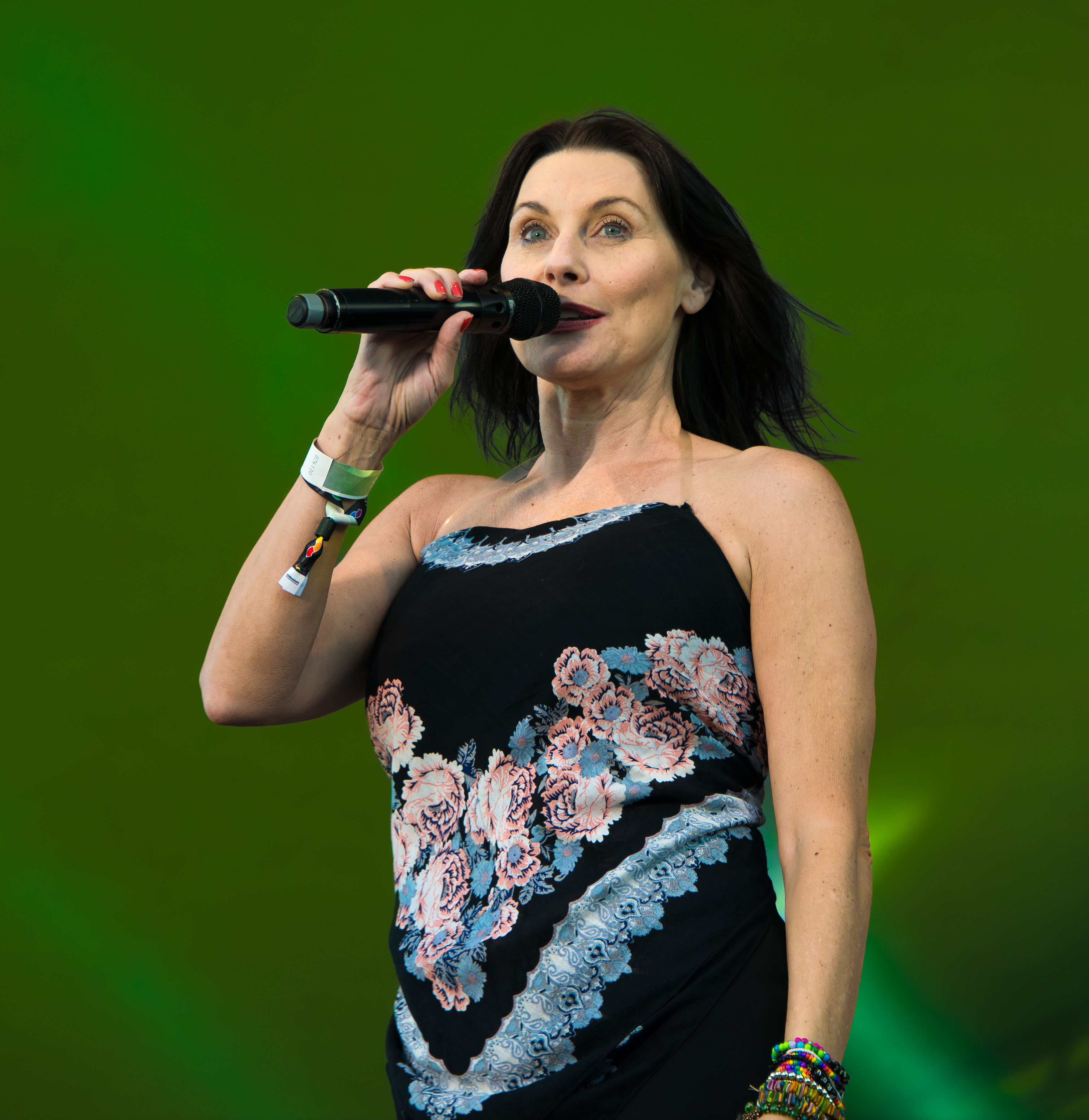
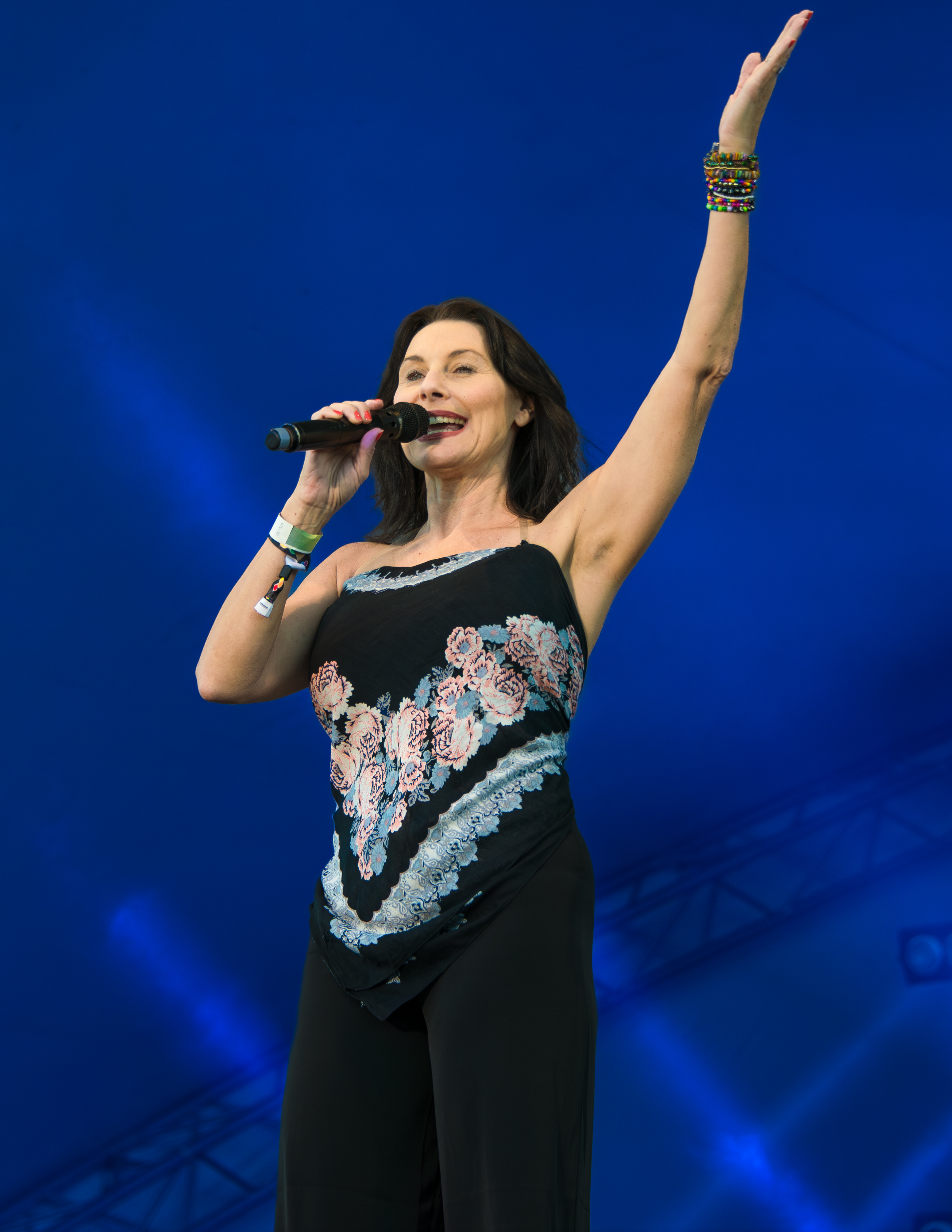
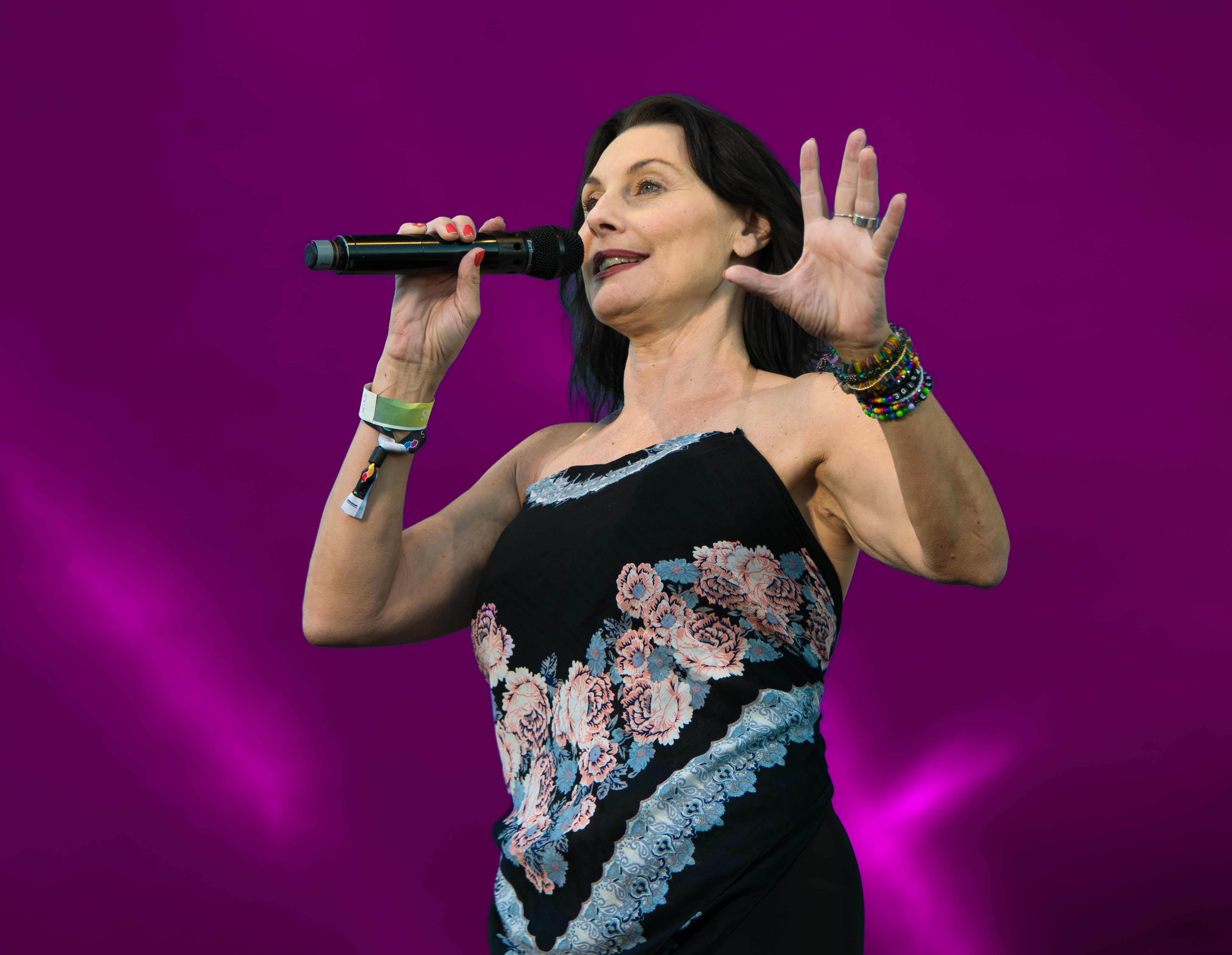

## Filmografi
- 1993 – Härifrån till Kim
- 1994 – Pillertrillaren
- 1994–1997 – Tre Kronor (TV-serie)
- 1997 – Hemvärn & påssjuka
- 1999 – Bäddat för sex
- 2006 – Di Leva's Free Life

## Teater

### Roller (ej komplett)
| År   | Roll              | Produktion                                              | Regi                | Teater                                         |
| ---- | ----------------- | ------------------------------------------------------- | ------------------- | ---------------------------------------------- |
| 1991 | Ingeborg          | Minns du den stad Per Anders Fogelström                 | Johan Bergenstråhle | Stockholms stadsteater                         |
| 1993 |                   | Fame Steven Margoshes och Jacques Levy                  | Runar Borge         | Chinateatern                                   |
| 1997 | Fröken Emma, piga | Hemvärn & påssjuka Nils Bie Persson                     | Anders Albien       | Vallarnas friluftsteater                       |
| 1999 | Grace Hannigan    | Annie Charles Strouse, Thomas Meehan och Martin Charnin | Trond Lie           | Göta Lejon                                     |
| 2001 | Ensemble          | Evita Andrew Lloyd Webber och Tim Rice                  | Ronny Danielsson    | Göteborgsoperan Flyttad till Cirkus, Stockholm |
| 2010 | Killer Queen      | We will rock you Ben Elton och Queen                    | Ben Elton           | Cirkus, Stockholm                              |
| 2021 |                   | Forever Piaf Rikard Bergqvist                           | Rikard Bergqvist    | Göta Lejon                                     |